# جانوران در اسلام
جانوران در اسلام مرتبه پایین‌تری از انسان دارند و انسان «اشرف مخلوقات» دانسته شده‌است (طبق قرآن آیه ۷۰ سوره اسرا). با این حال، از مسلمانان خواسته شده که با جانوران به ملایمت رفتار کنند و از آزار آن‌ها بپرهیزند.
با توجه به فراوانی گستره جانوران و فقدان مرزبندی دقیق میان گونه‌های مختلف و زیرگونه‌های آنها در سده‌های گذشته، ممکن بود در برخی موارد، چند جانور که شباهت‌هایی با هم داشتند، همگی با یک‌نام  شناخته شوند.

## در قرآن
قرآن برای جانوران مرتبه پایین‌تری از انسان‌ها قائل است و انسان را «اشرف مخلوقات» می‌داند؛ با این حال از مسلمانان خواسته‌است که با جانوران به ملایمت و مهربانی رفتار کنند و از بدرفتاری با آن‌ها بپرهیزند. بر اساس قرآن، جانوران نیز هماهنگ با تمام آفرینش، به ستایش خدا می‌پردازند؛ هرچند این ستایش به زبان آدمیان فهمیده نمی‌شود. قرآن صریحاً خوردن گوشت جانوران را جایز شمرده‌است؛ هرچند برخی صوفیان به گیاهخواری روی آورده‌اند، اما منع خوردن گوشت جانوران جایی در قرآن و سنت ندارد. خوردن گوشت خوک، گوشت سگ و مردار در اسلام ممنوع شده‌است. همچنین جانورانی که در حین ذبح آن‌ها نام غیرخدا برده می‌شود، نباید خورده شوند.
در قرآن، بیش از دویست آیه به موضوع جانوران می‌پردازد و نام سی و پنج جانور در قرآن آمده‌است و شش سوره به نام‌های جانوران نام‌گذاری شده‌اند. واژه حیوان در قرآن تنها برای اشاره به جهان آخرت به کار رفته و برای جانوران، واژه دابه استفاده شده‌است.

## سنت
بر اساس سنت، قفس کردن جانوران، زدن آن‌ها و واداشتن آن‌ها به جنگ با یکدیگر برای سرگرم کردن انسان‌ها، ممنوع است. کشتن جانوران، ولو جانوران کوچک، در حج برای محرم ممنوع است. محمد شترش قسوه و گربه‌اش معزه را بسیار دوست می‌داشت. قربانی کردن جانورانی مثل گوسفند و شتر یکی از مناسک حج است که بخشی از گوشت آن به نیازمندان می رسد.

## در فرهنگ مسلمانان

ذوالجناح در تابلو عصر عاشورا اثر فرشچیان

- در سوگواری عاشورا به وفاداری ذوالجناح مرکب امام سوم شیعیان در ظهر عاشورا بسیار اشاره شده‌است.

## حقوق حیوانات در اسلام

### دیه حیوانات
کشتن حیوانات در اسلام دارای دیه می‌باشد.

### نفقه حیوانات
در فقه اسلام حیوانات دارای نفقه بوده و تأمین آب و غذا، دارو و تهیه محل سکونت مناسب حیوان و هر چیزی که لازمه حیات اوست بر مالک آن واجب است. این موضوع شامل غذای زنبور عسل و کرم ابریشم نیز می‌شود.چه آن حیوانات حلال گوشت باشند و چه حرام گوشت و چه انسان‌ها از آن‌ها نفعی ببرند و چه نبرند.

### تمام بودن نماز قاتل حیوانات برای تفریح
کشتن حیوانات برای تفریح نهی شده‌است و اگر کسی برای اینکار به سفر برود به فتوی علامه حلی (از فقهای شیعه) سفرش معصیت است و باید نمازش را تمام (و نه شکسته) بخواند.

### منع مطلق کشتن حیوانات در مسجدالحرام
در احرام حج کشتن و صید حیوانات یا کندن گیاهان در حرم به‌طور مطلق حرام است.

## حیوان سگ در دین اسلام
در اسلام؛ سگ موجودی نجس (نجس العین) خوانده می‌شود؛ به‌طوری‌که دست زدن خیس یا لمس بدن آن با دست خیس یا هرگونه ارتباط دوستانه با این حیوان نهی شده‌است.
در وبگاه مکارم شیرازی پیرامون دیدگاه فقهای مسلمان دربارهٔ نجاست سگ آمده‌است که: «فقهای عظام شیعه، سگ را یکی از نجاسات می‌دانند و این حکم بین آنها اجماعی است. در مذاهب اسلامی، تنها گروهی که سگ را نجس نمی‌دانند مالکی‌ها ـ یکی از فرق اهل سنت ـ هستند که آنها هم معتقدند احکام و دستورات مربوط به سگ، باید به صورت تعبّدی عمل شود. آنها با اینکه سگ را نجس نمی‌دانند، اما از روی تعبد ظرفی را که سگ لیسیده، هفت بار می‌شویند. شافعیه و حنابله نیز می‌گویند: این ظرف باید هفت بار تطهیر شود، که یک بار آن به صورت خاکمال است. آنها تقدم خاکمال بر شستن را شرط نمی‌دانند.»
از دیدگاه اسلام عالم تماماً مخلوق پروردگار یکتا است. در این منظومه هیچ آفرینشی، عبث نبوده وهیچ کدام ازآفریده‌ها ذاتاً پلید یا شر نیستند.
بخش‌هایی از وجود انسان همچون خون؛ ادرار و مدفوع، منی و بدن انسان مرده پیش از غسل میت هم نجس به‌شمار می‌رود.
این درحالی است که امروزه گرایش به داشتن سگ به عنوان حیوان خانگی در کشورهای اسلامی از جمله ایران افزایش یافته‌است. در ایران بر اساس قوانین جمهوری اسلامی که اسلام‌محور است، آوردن سگ در خیابان و مراکز عمومی و تجمعات غیرقانونی است و گاهی مشمول مجازات و پیگرد است. وضعیت زیستی این حیوان در این کشور همواره مورد انتقاد فعالان حقوق حیوانات بوده‌است.

### وقف زمین برای غذای سگهای نابینا
ایرج افشار و عبدالوهاب طرار در کتابچه موقوفات یزد سندی از ئقف زمین را بدست آورده‌اند که زمینی را برای تأمین غذای سگهای نابینا وقف کرده‌است.

### وقف برای غذای سگ‌ها در مشهد
در مشهد موقوفات متعددی برای تأمین غذای سگهای کاروانهای زیارتی تعیین شده بود.

### تأثیر ایرانیان بر اسلام
گلدزیهر از جمله تأثیرات ناشی از مقابله و واکنش منفی نسبت به باورهای ایرانی، نگرش به سگ را ذکر می‌کند که در دین مزدیسنی جانوری مقدس محسوب می‌شود، ولی در اسلام از جنبهٔ آیینی نجس است. از نگاه گلدزیهر، مسلمانان در اوایل سگ را نجس نمی‌دانستند و حتی وجود آن در مسجد هم تحمل می‌شد، اما سپس، شاید بسبب اینکه باید با زرتشتی‌ها متفاوت باشند، این نگرش را تغییر دادند. جاحظ در اینباره می‌گوید: «پیامبر به ما دستور داده که سگان را بکشیم، او بعدها ما را از کشتن سگ‌ها منع کرد و گفت فقط از سگ سیاه تیره (بهیم) برحذر باشید که دو خال بر بالای چشمانش دارد، زیرا چنین سگی شیطان است.» ظاهراً اشاره این خصوصیات به سگ‌های ویژه زرتشتیان باشد که آن‌ها را با خود به مراسم سگ‌دید (مراسمی که جسد مرده‌ها را در اختیار سگ‌ها قرار می‌دادند) می‌بردند. دست کم، بر اساس این سنت، مسئله اسلام با سگ‌ها بعقیده او، با دین زرتشت ارتباط دارد. جاحظ در بخش دیگری از کتاب خودش می‌گوید که زرتشتیان سگ‌ها را با خود به نزدیکی جسد می‌برده‌اند تا آن را ببوید، چون عقیده دارند که سگ با بو کشیدنش، نشان می‌دهد که وی زنده است یا مرده، زیرا در صورت زنده بودن، آن را گاز می‌گیرد.
دیدگاه اسلام پیرامون حیوانات به‌طور بنیادین با دیدگاه ایرانیان زرتشتی متفاوت بوده‌است.
بر اساس دیدگاه ایرانیان زرتشتی حیوانات به دو دسته مخلوق اهرمزد و مخلوق اهریمن دسته‌بندی می‌شدند که کشتن حیوانات که از دید آنان موزی به‌شمار رفته و مخلوق اهریمن بودند از آداب زرتشی گری به‌شمار می‌رفته‌است. به این دسته از حیوانات خرفستر گفته شده‌است و زمانی برای کشتن آنان در نظر گرفته می‌شد حال آنکه اسلام همه عالم را مخلوق پروردگار یکتا می‌داند.

### سگ اصحاب کهف
از سگ اصحاب کهف در قرآن نام برده شده‌است. در ادبیات عرفانی نیز به عاقبت او که روانه بهشت شد در برابر عاقبت فرزند نوح که گرفتار عذاب شد بارها اشاره شده‌است.

### محمد باقر شفتی و غذا دادن به سگ

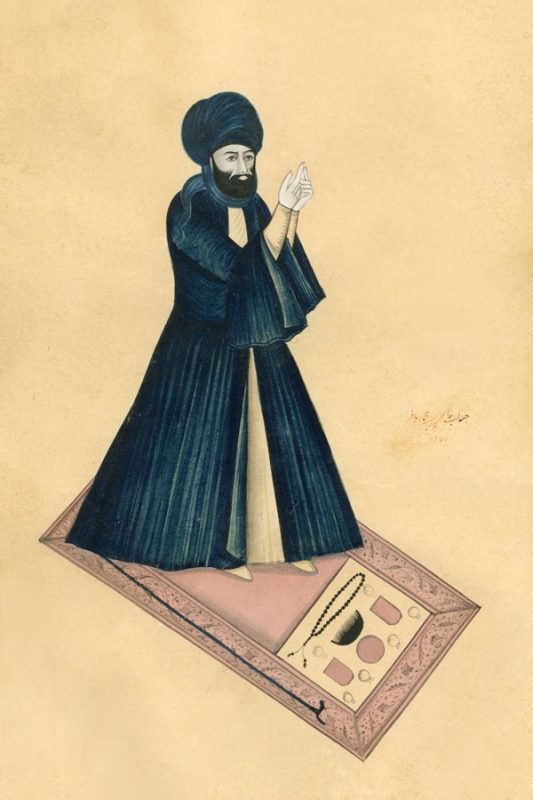
محمدباقر شفتی

از محمدباقر شفتی از علمای قرن ۱۲ نقل شده‌است که بسیار فقیر بود تا جاییکه از شدت گرسنگی گاهی غش می‌کرد اما فقر خود را کتمان می‌نمود. روزی در مدرسه اصفهان پل خواندن نماز وحشتی را بین طلاب تقسیم می‌کردند. چون مدتها بود گوشت نخوره بود مقداری گوشت از بازار تهیه کرد. در راه خانه سگ خیلی لاغری را دید که بی‌حال بر روی زمین خوابیده و توله‌هایش از او شیر می‌خورند. با دیدن این صحنه تمامی گوشت را جلوی سگ انداخت «وقتی که پاره‌های جگر را نزد سگ انداختم گویی اورا طوری یافتم که سربه آسمان بلند کرد و صدائی نمود، من دریافتم که او درحق من دعا می‌کند. ازاین جریان چندان نگذشت که یکی از بزرگان، از زادگاه خودم شفت مبلغ دویست تومان برای من فرستاد وپیام داد که من راضی نیستم از عین این پول مصرف کنی، بلکه آن را نزد تاجری بگذار تا با آن تجارت کند و از سود تجارت، از او بگیر و مصرف کن. من به همین سفارش عمل کردم، به قدری وضع مالی من خوب شد که ازسود تجارتی آن پول، مبلغ هنگفتی بدستم آمد و با آن حدود هزاردکان وکاروانسرا خریدم و یک روستا را در اطراف محلمان بنام گروند به‌طور دربست خریداری نمودم، که اجاره کشاورزی آن هرسال نهصد خروار برنج می‌شد، دارای اهل و فرزندان شدم و قریب صد نفر از در خانه من نان می‌خوردند، تمام این ثروت و مکنت بر اثر ترحمی بودکه من به آن سگ گرسنه نمودم، واو را برخودم ترجیح دادم.»

### روایات خرید و فروش سگ
برخی از روایات اسلامی وارد شده، خرید و فروش سگ را نهی کرده و بهای آن را «سُحت» (حرام) می‌دانند. مانند:
۱- عَنْ عَبْدِ اللَّهِ الْعَامِرِیِّ، قَالَ سَأَلْتُ أَبَا عَبْدِ اللَّهِ (ع) عَنْ ثَمَنِ الْکَلْبِ الَّذِی لَا یَصِیدُ؛ فَقَالَ: سُحْتٌ؛ وَ أَمَّا الصَّیُودُ فَلَا بَأْسَ.
از جعفر صادق در مورد بهای سگی که شکاری نیست، سؤال شد. او گفت: سُحت (حرام) است؛ اما (گرفتن بهای) سگ صید اشکالی ندارد.
۲- عَنِ الرِّضَا (ع) فِی حَدِیثٍ قَالَ: وَ ثَمَنُ الْکَلْبِ سُحْتٌ.
علی ابن رضا در سخنی گفت: بهای سگ، سُحت (حرام) است.
۳- عَنْ أَبِی بَصِیرٍ، قَالَ سَأَلْتُ أَبَا عَبْدِ اللَّهِ (ع) عَنْ ثَمَنِ کَلْبِ الصَّیْدِ؛ قَالَ: لَا بَأْسَ بِثَمَنِهِ وَ الْآخَرُ لَا یَحِلُّ ثَمَنُهُ.
ابی بصیر از جعفر صادق امام ششم شیعیان، از بهای سگ شکاری سؤال کرد، جعفر صادق گفت: اشکالی ندارد؛ اما بهای دیگر سگها حلال نیست.
۴- فِی حَدِیثٍ أَنَّ رَسُولَ اللَّهِ (ص) قَالَ: ثَمَنُ الْخَمْرِ وَ مَهْرُ الْبَغِیِّ وَ ثَمَنُ الْکَلْبِ الَّذِی لَا یَصْطَادُ مِنَ السُّحْتِ.
محمد ابن عبدالله، پیامبر اسلام در سخنی گفت: بهای شراب، بهای زناکار، و بهای سگی که شکار نمی‌کند، سُحت (حرام) است.
۵- عَنِ الْحَسَنِ بْنِ عَلِیٍّ الْوَشَّاءِ، عَنِ الرِّضَا (ع) قَالَ سَمِعْتُهُ یَقُولُ: ثَمَنُ الْکَلْبِ سُحْتٌ وَ السُّحْتُ فِی النَّار.
علی ابن رضا گفت: قیمت سگ سُحت است و سُحت در آتش است.
این دسته از روایات غالباً اشاره به سگ شکاری دارند، امّا شامل سگهای دیگری هم که منفعت عقلایی دارند می‌شوند، چنان‌که شیخ طوسی در مبسوط، سگ گله و نگهبان را همانندِ سگ صید می‌داند. از این روایات و سخن علما ـ که قبلاً گذشت ـ استفاده می‌شود: هر سگی که منفعت عقلایی داشت، خرید و فروشش جایز؛ و الّا حرام است. و اگر سگ‌های زینتی و سگ ولگرد و … خرید و فروش آن‌ها حرام است بخاطر اینست که یا فاقد منفعت عقلایی بوده یا منفعت قابل توجّهی ندارند.